# 与那覇岳
与那覇岳（よなはだけ）は、沖縄県国頭郡国頭村に位置する、標高503メートルの山で、沖縄本島の最高峰である。
山頂部は日本国の天然記念物「与那覇岳天然保護区域」に指定され、ノグチゲラやヤンバルクイナなどの動物が生息している。やんばる国立公園へ指定され、また世界自然遺産「奄美大島、徳之島、沖縄島北部及び西表島」の登録地に含まれている。

## 地勢
沖縄本島北部の国頭山地に属し、沖縄県国頭郡国頭村に位置する。同村の大字である奥間（おくま）と比地（ひじ）の東方にあり、奥間の集落から東へ約4.5キロメートルに位置する。東麓一帯にアメリカ軍の北部訓練場が設定されている。
標高は503メートルで、沖縄本島の最高峰である。また沖縄県内では石垣島の於茂登岳（標高526メートル）に次ぐ第2位の高さで、沖縄県内で標高500メートル以上の山は、この2つのみである。山中にある一等三角点（標高498.0メートル）が、与那覇岳の標高とされていたが、1989年（平成元年）以降に行われた国土地理院の調査で、標高が503メートルと改正され、その地点が三角点から北東100メートルの距離に位置している。
山頂付近は侵食による谷の発達が十分でなく、西側はなだらかな長い斜面を有するが、北・南・東側は西側と比較して傾斜は大きい。また頂上から南側にかけて平坦な尾根が続き、南方に位置する伊湯岳と山稜が連なる。地質は中生代から古第三紀にかけての砂岩・片岩・千枚岩などで構成される名護層である。
与那覇岳一帯は沖縄県で最も降水量が多い。年間降水量は約3,000ミリメートルと、沖縄県平均の約1.5倍で、山域は雲や霧に覆われることがある。南西の麓を源に発した比地川は北西に流れ、北西の麓から発する奥間川と合流し、東シナ海へ流出する。麓東側から床（とく）川が流れ、安波（あは）川の中流部と合流し、太平洋へ注がれる。

## 自然

### 生物
植生はイタジイを主体とし、沖縄本島におけるシイ林の標識地として価値があり、ウラジロガシも自生している。雨量の多い地域であるため雲霧林が発達している。1957年（昭和32年）の調査報告書には、104科378種12亜種4品種の植物の分布が記録され、特に蘚苔類（68種）やシダ類（100種）、ラン科（27種）などの着生植物が多いことが挙げられる。
動物は天然記念物のノグチゲラ、ヤンバルクイナなどを含めた陸上脊椎動物は37科74種で、また計3,000種以上の昆虫類やクモ類、ムカデ類、ヤスデ類などが生息しているといわれている。ヤンバルクイナは、1981年（昭和56年）6月28日に幼鳥1羽が、翌月の7月4日に成鳥1羽が、与那覇岳麓の標高約200メートルの畜舎付近の谷間に、山階鳥類研究所の研究員が仕掛けた罠で捕獲された。これら捕獲された個体を調査・測定した結果、クイナ属の新種と判明、翌年の1982年（昭和57年）1月に「ヤンバルクイナ」と命名され、同年12月に日本国の天然記念物に指定された。

### 自然公園・保護区
1956年（昭和31年）10月19日に、琉球政府指定天然記念物として「国頭村与那覇岳九合目以上の植物群落」が指定され、その後の1972年（昭和47年）5月15日には、「与那覇岳天然保護区域」として日本国の天然記念物（天然保護区域）に指定された。当区域は与那覇岳を中心とした標高450メートル以上の6,517ヘクタールの地域で、貴重な動植物を保護する目的で設立された。
与那覇岳は1965年（昭和40年）10月1日に「沖縄海岸政府立公園」として指定された。1972年（昭和47年）5月15日の日本復帰に伴って「沖縄海岸国定公園」へ指定された後、2016年（平成28年）9月15日に新設された「やんばる国立公園」に編入された。また、2021年（令和3年）7月26日に世界自然遺産へ登録決定された「奄美大島、徳之島、沖縄島北部及び西表島」の登録地に含まれている。
沖縄県により「与那覇岳鳥獣保護区」として、面積666ヘクタールが指定されている。

## 歴史
与那覇岳は「ユナハダキ」とも呼ばれる。後の第二尚氏王統の初代・尚円王となる金丸は、伊是名島で迫害を受け、沖縄本島に脱出した際、首里へ赴く途中で奥間の鍛冶屋に助けられ、与那覇岳のインツキ屋取に匿われたという伝説がある。奥間の鍛冶屋は、猪狩りを口実にして、金丸に食料を届け、その後金丸が王位に就いた際、その鍛冶屋の次男を国頭間切の総地頭に任命したという。しかし、この金丸の伝説は中山世鑑、中山世譜、球陽には記されておらず、粉飾されたものと思われる。奥間地区に与那覇岳西側の8合目にある長尾山を謡った木遣歌の歌碑が建立された。
琉球王国時代から1916年（大正5年）の陸地測量部による測量が行われるまで、本部半島の嘉津宇岳（標高452メートル）が沖縄本島の最高峰と思われていた。目崎茂和によれば、与那覇岳が注目されなかった理由として、起伏の乏しい高原のような山で、近くの集落からほとんど眺望できない山容を呈しているのではないかと述べている。また与那覇岳という山名が初めて地図に記載されたのは、1923年（大正12年）発行の地形図とされる。
沖縄戦直前の1945年（昭和20年）2月より、当時の沖縄県知事であった島田叡は日本軍の要請により、沖縄本島北部に中南部の住民を疎開させ、また北部に避難小屋を設置させた。国頭村に最も多く疎開してきた読谷村の住民によれば、同年4月の初旬にアメリカ軍が本島に上陸するという知らせを受けて避難した際、与那覇岳の麓に、地元住民により設置された小屋があったという。
明治期になると、琉球王国時代の杣山制度は廃され、開墾が許可されると、沖縄本島北部の森林は次第に荒廃していった。さらに戦後になると、復興と経済発展を優先した自然開発により、与那覇岳周辺の木々は伐採され、それが1980年代まで続いた。しかし、ヤンバルクイナなどの新種が発見されると、事業者や行政、地元住民らは協力を図り、伐採面積を減少させるなどの保全が行われ、自然環境は回復しつつある。

## 観光
与那覇岳の登山者は夏季に多く見られる。登山道の入口は奥間集落の南側にあり、入口付近で急な勾配となるが、そこを通過すると頂上まで緩やかとなる。
国頭村森林公園近くの大国林道沿いに与那覇岳の登山口があり、登山口から一等三角点（498.0メートル）のある広場までの道中に、「与那覇岳九合目植物群落」の石碑が見える。また与那覇岳の最高地点（503メートル）までのルートは開設されていない。下山するルートはいくつか存在するため、元来た登山道から外れると遭難する可能性がある。やんばる国立公園の設立以降、やんばるにおける遭難事故の増加を受けて、2018年（平成30年）2月、国頭村役場は与那覇岳の登山口に注意を呼びかける看板を設置した。
与那覇岳の裾野に国頭村森林公園があり、やんばるの森林を巡る遊歩道を有する。当公園の最高所に位置する展望台から、与那覇岳や東シナ海を望める。

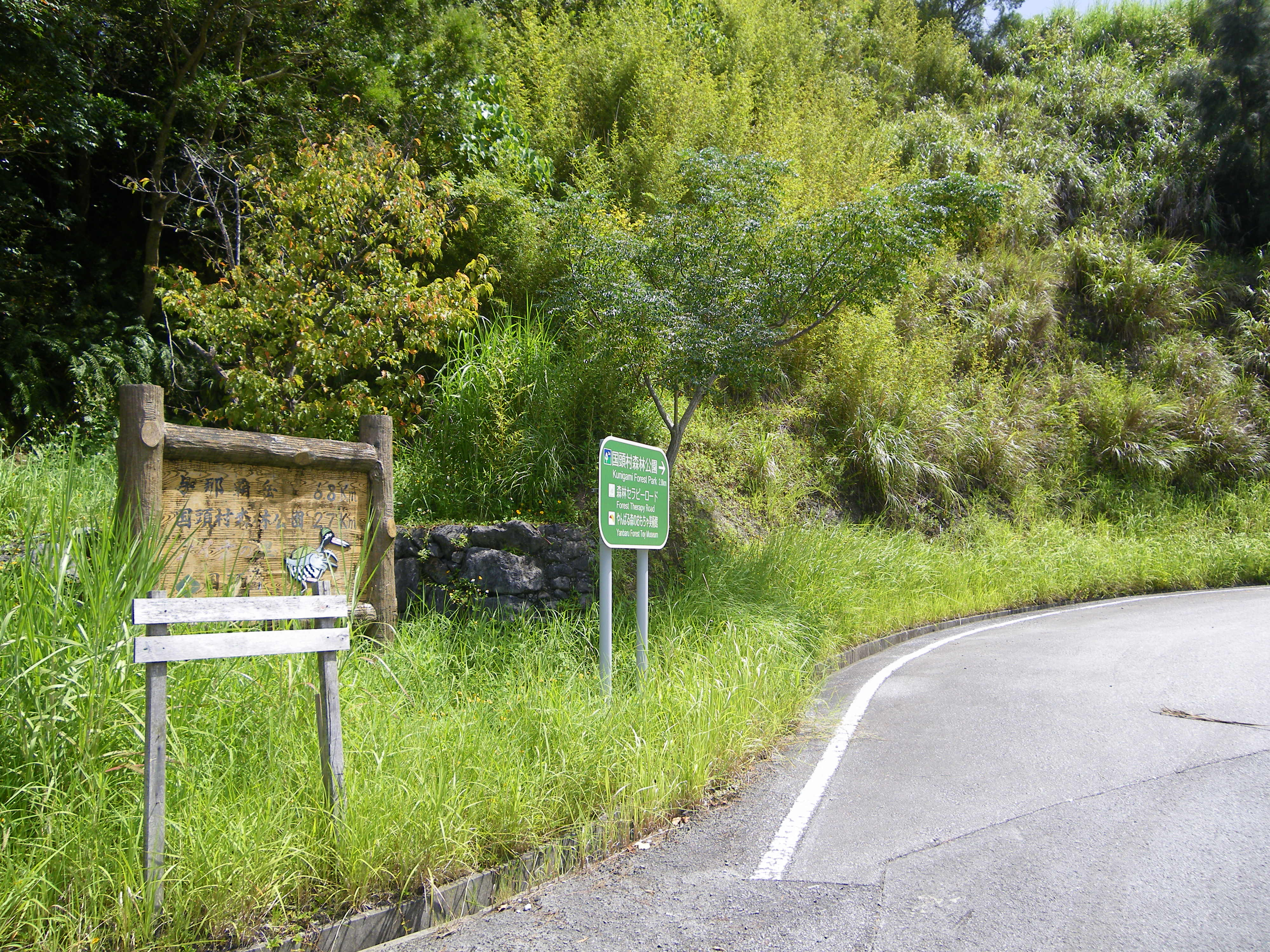
奥間集落の南にある与那覇岳と国頭森林公園の入口と案内板。
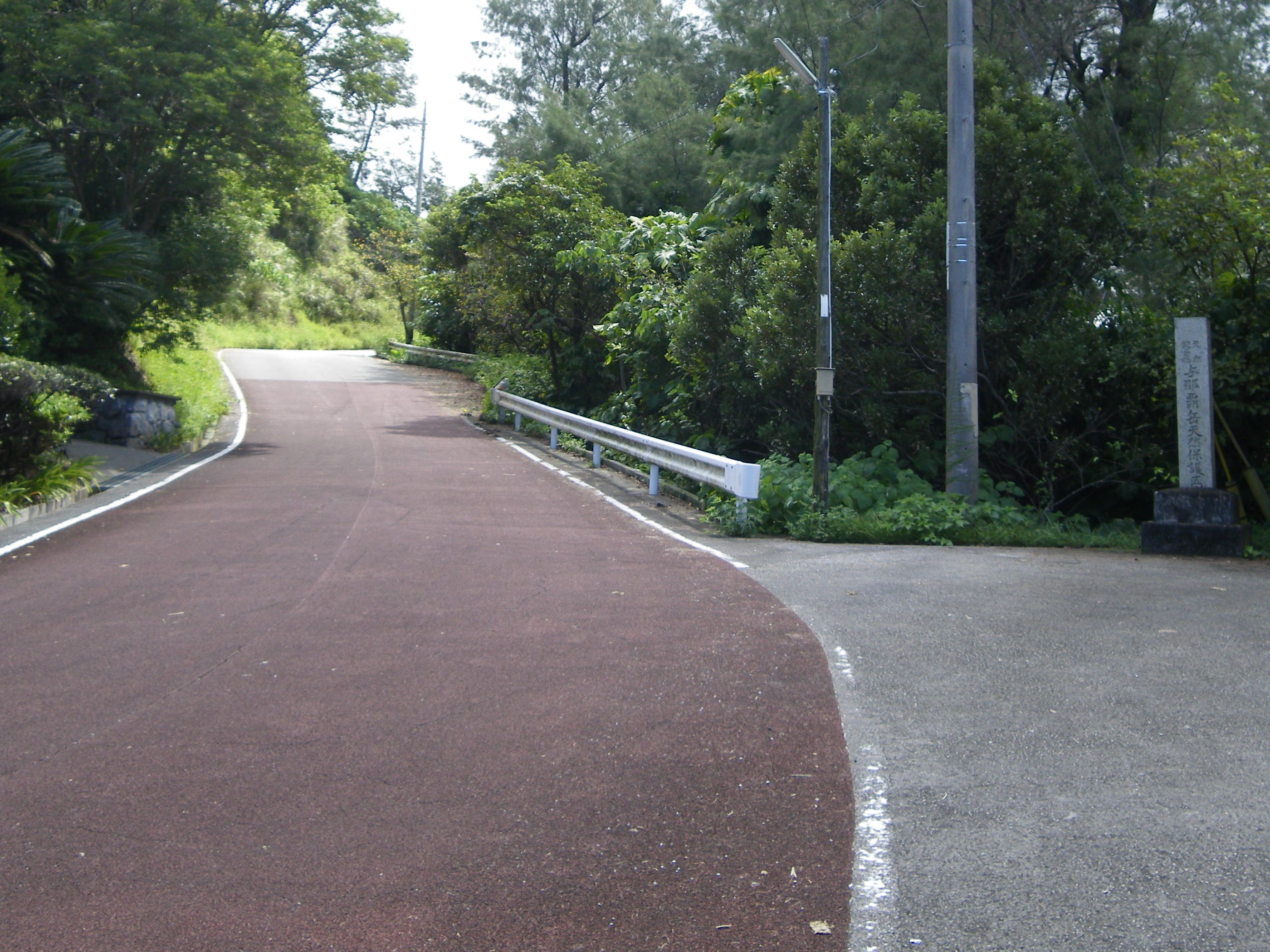
与那覇岳へ向かう道の右側に「与那覇岳天然保護区域」の指定記念碑が見える。
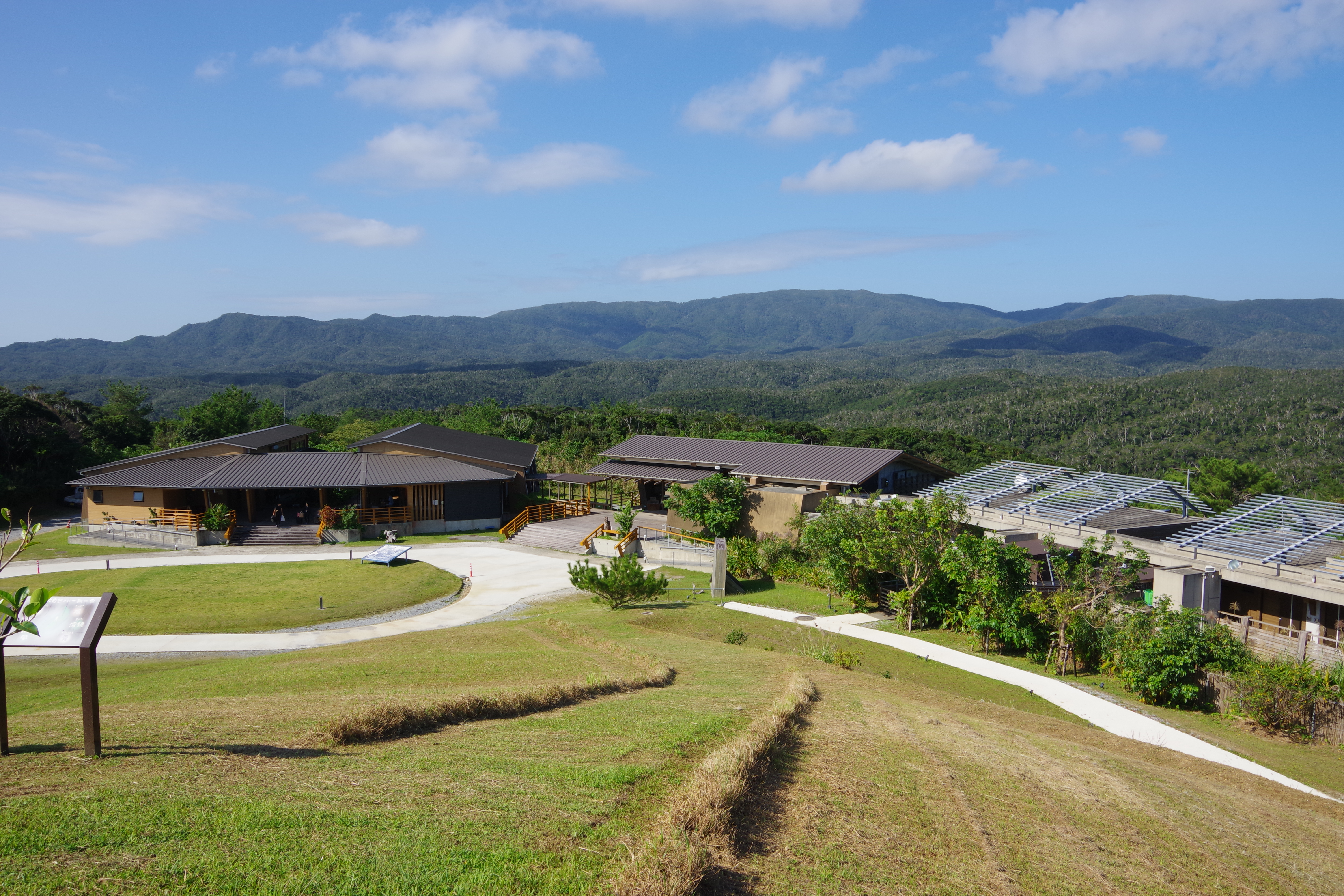
「やんばる学びの森」から与那覇岳とその周辺を望む。